# Oakdale (Louisiana)
Oakdale ist eine Stadt (mit dem Status „City“) im Allen Parish im US-amerikanischen Bundesstaat Louisiana. Das U.S. Census Bureau hat bei der Volkszählung 2020 eine Einwohnerzahl von 6.692 ermittelt.

## Geografie
Oakdale liegt im mittleren Südwesten Louisianas, etwa zwei Kilometer östlich des Calcasieu River. Die geografischen Koordinaten sind 30°48′48″ nördlicher Breite und 92°39′38″ westlicher Länge. Das Stadtgebiet erstreckt sich über eine Fläche von 13,3 km².
Benachbarte Orte von Oakdale sind Glenmora (19,3 km nordnordöstlich), Turkey Creek (28,2 km ostnordöstlich), Pine Prairie (24,4 km östlich), Oberlin (24,5 km südsüdwestlich) und Elizabeth (16,8 km westnordwestlich).
Die nächstgelegenen größeren Städte sind Baton Rouge (176 km ostsüdöstlich), Lafayette (113 km südöstlich), Beaumont in Texas (196 km westsüdwestlich) und Shreveport (261 km nordnordwestlich).

## Verkehr
Der U.S. Highway 165 führt als wichtigste Straße durch Oakdale und kreuzt im Stadtgebiet den Louisiana Highway 10. Alle weiteren Straßen sind untergeordnete Landstraßen, teils unbefestigte Fahrwege sowie innerörtliche Verbindungsstraßen.
Mit dem Allen Parish Airport liegt 9 km südsüdwestlich ein kleiner Flugplatz. Die nächsten Großflughäfen sind der Louis Armstrong New Orleans International Airport (283 km ostsüdöstlich) und der George Bush Intercontinental Airport in Houston (318 km westsüdwestlich).

## Bevölkerung
Nach der Volkszählung im Jahr 2010 lebten in Oakdale 7780 Menschen in 2152 Haushalten. Die Bevölkerungsdichte betrug 585 Einwohner pro Quadratkilometer. In den 2152 Haushalten lebten statistisch je 2,45 Personen.
Ethnisch betrachtet setzte sich die Bevölkerung zusammen aus 62,4 Prozent Weißen, 34,0 Prozent Afroamerikanern, 1,2 Prozent amerikanischen Ureinwohnern, 0,8 Prozent Asiaten sowie 0,4 Prozent aus anderen ethnischen Gruppen; 1,2 Prozent stammten von zwei oder mehr Ethnien ab. Unabhängig von der ethnischen Zugehörigkeit waren 0,8 Prozent der Bevölkerung spanischer oder lateinamerikanischer Abstammung.
18,0 Prozent der Bevölkerung waren unter 18 Jahre alt, 71,0 Prozent waren zwischen 18 und 64 und 11,0 Prozent waren 65 Jahre oder älter. 37,0 Prozent der Bevölkerung war weiblich.

Das mittlere jährliche Einkommen eines Haushalts lag bei 27.230 USD. Das Pro-Kopf-Einkommen betrug 14.795 USD. 28,1 Prozent der Einwohner lebten unterhalb der Armutsgrenze.

## Bundesgefängnis
Das Bevölkerungsumgleichgewicht erklärt sich aus dem in Oakdale ansässigen Federal Correctional Complex, Oakdale, ein Bundesgefängnis für Männer.

## Persönlichkeiten
- Joe N. Ballard (* 1942), Generalleutnant der United States Army